# Écoute ma chanson
Albums de Claude François
Magnolias for ever
(1977)
Singles de Claude François
I'm Leaving for the Last Time
(1978) Rubis
(1978)
Pistes de Magnolias for Ever
Pourquoi toi ?
(8) Disco météo
(10)
Écoute ma chanson est une chanson interprétée par Claude François en 1977.  Elle figure sur l’album Magnolias for ever. C’est la version française de sa propre chanson anglaise So near and yet so far, qu’il avait sortie la même année en 45 tours.
Ce titre est sorti en single à titre posthume en août 1978. Il s'écoule à plus de 150 000 exemplaires.
Le titre initialement retenu pour cette chanson était Les mains sur le volant. Une maquette a été enregistrée, mais n’a pas été retenu finalement. Elle a tout de même été publiée sur l’intégrale de 2018 sur Claude François et dans la collection officielle de 2014 en premier lieu.
Claude a également enregistré une version en italien en 1977 mais restée en état de maquette sous le titre Qui lade ferma qui

## Liste des titres
| No | Titre                                                       | Paroles          | Musique                                | Orchestre      | Durée |
| -- | ----------------------------------------------------------- | ---------------- | -------------------------------------- | -------------- | ----- |
| 1. | Écoute ma chanson (Titre original : So Near and Yet So Far) | Vito Pallavicini | Toto Cutugno                           | Nick Ingman    | 3:38  |
| 2. | Disco météo                                                 | Jean Schmitt     | Jean-Pierre Bourtayre, Claude François | Raymond Donnez | 4:17  |

## Classements hebdomadaires
| Classement    | Meilleure position |
| ------------- | ------------------ |
| France (IFOP) | 10                 |